# Philhelius
Philhelius (лат.) — род мух-журчалок из подсемейства Syrphinae. До 2018 год это род был известен как Xanthogramma.

## Распространение
Палеарктика, несколько видов также в Северную Америку, Южной Америке, Юго-Восточной Азии и Австралии.

## Описание
Длина 9-13 мм. Контрастные черно-желтые. Чёрный цвет доминирует. Грудь матового чёрного цвета с очень узкими, лимонно-жёлтыми полосами по бокам. Брюшко продолговато-овальное. Крылья с некоторым затемнением, передний край немного коричневатый.
Личинки питаются тлями, особенно живущих на корнях различных растений и охраняемых муравьями. Взрослых мух, можно видеть с середины мая по август. Зимуют на стадии личинок.

## Классификация
Около 23 видов, в том числе:
- Philhelius citrofasciatum (De Geer, 1776) — Палеарктика
- Philhelius dives (Rondani, 1857) — Италия[2]
- Philhelius flavomarginatum (Strobl, 1902) — Хорватия, Югославия[3]
- Philhelius laetum (Fabricius, 1794) — Бельгия, Болгария, Венгрия, Испания, Италия, Польша, Румыния, Словакия, ФРГ, Чехия, Франция, Югославия[4]
- Philhelius marginale (Loew, 1854) — Испания, Италия, Португалия, Франция[5]
- Philhelius pedissequum (Harris, 1776) — Палеарктика[6]
- Philhelius stackelbergi (Violovitsh, 1975) — Германия[7]